# صموئيل فوت
صموئيل فوت (بالإنجليزية: Samuel Foote) (يناير 1720 - 21 أكتوبر 1777) كان ممثل ومدير مسرحي بريطاني وهو من مقاطعة كورنوال في إنجلترا وقد اشتهر بالكتابة والتمثيل الكوميدي تحول إلى ممثل كوميدي ناجح بسبب تعرضه لحادث أثناء ركوبه الخيل مما تسبب في فقدانه إحدى ساقيه في عام 1766 .

## روابط خارجية
- صموئيل فوت على موقع الموسوعة البريطانية (الإنجليزية)
- صموئيل فوت على موقع إن إن دي بي (الإنجليزية)
- مؤلفات Samuel Foote في مشروع غوتنبرغ
- أعمال أو نبذة عن صموئيل فوت على أرشيف الإنترنت
- أعمال صموئيل فوت في ليبري فوكس